# Dyskografia Rage Against the Machine
Rage Against the Machine – zespół z Los Angeles założony w 1991 przez Zacka de la Rocha (wokal), Toma Morello (gitara), Tima Commerforda (gitara basowa) i Brada Wilka (perkusja). Jest znany ze swojej mieszanki hip hopu, heavy metalu, punk rocka i funku oraz tekstów zaangażowanych politycznie.

## Albumy studyjne
| Rok                                                                       | Album | najwyższa pozycja na liście rankingowej | najwyższa pozycja na liście rankingowej | najwyższa pozycja na liście rankingowej | najwyższa pozycja na liście rankingowej | najwyższa pozycja na liście rankingowej | najwyższa pozycja na liście rankingowej | najwyższa pozycja na liście rankingowej | najwyższa pozycja na liście rankingowej | najwyższa pozycja na liście rankingowej | najwyższa pozycja na liście rankingowej | najwyższa pozycja na liście rankingowej | najwyższa pozycja na liście rankingowej | wyróżnienia                                                                  |
| Rok                                                                       | Album | US                                      | AUS                                     | AUT                                     | CAN                                     | FIN                                     | FRA                                     | GER                                     | NLD                                     | NZ                                      | SWE                                     | SWI                                     | UK                                      | wyróżnienia                                                                  |
| ------------------------------------------------------------------------- | --- | --------------------------------------- | --------------------------------------- | --------------------------------------- | --------------------------------------- | --------------------------------------- | --------------------------------------- | --------------------------------------- | --------------------------------------- | --------------------------------------- | --------------------------------------- | --------------------------------------- | --------------------------------------- | ---------------------------------------------------------------------------- |
| 1992                                                                      | Rage Against the Machine - Data wydania: 11 listopada 1992 - Wytwórnia: Epic (ZK 52959) - Formaty: CD, CS, LP | 45                                      | 12                                      | –                                       | –                                       | –                                       | 129                                     | 22                                      | 5                                       | 9                                       | 22                                      | 16                                      | 17                                      | US: 3× platynowa płyta AUS: złota płyta CAN: platynowa płyta UK: złota płyta |
| 1996                                                                      | Evil Empire - Data wydania: 16 kwietnia 1996 - Wytwórnia: Epic (EK 57523) - Formaty: CD, CS, LP               | 1                                       | 2                                       | 2                                       | 4                                       | 5                                       | 26                                      | 2                                       | 4                                       | 3                                       | 1                                       | 4                                       | 4                                       | US: 3× platynowa płyta CAN: platynowa płyta UK: srebrna płyta                |
| 1999                                                                      | The Battle of Los Angeles - Data wydania: 2 listopada 1999 - Wytwórnia: Epic (EK 69630) - Formaty: CD, CS, LP | 1                                       | 2                                       | 17                                      | 1                                       | 2                                       | 10                                      | 7                                       | 28                                      | 1                                       | 4                                       | 15                                      | 23                                      | US: 2× platynowa płyta AUS: platynowa płyta CAN: 2× platynowa płyta          |
| 2000                                                                      | Renegades - Data wydania: 5 grudnia 2000 - Wytwórnia: Epic (EK 85289) - Formaty: CD, CS, LP                   | 14                                      | 10                                      | 66                                      | 13                                      | 25                                      | –                                       | 47                                      | –                                       | –                                       | –                                       | 49                                      | 71                                      | US: platynowa płyta AUS: platynowa płyta                                     |
| "–" nie zostały wydane w danym kraju lub nie trafiły na listy rankingowe. | |                                         |                                         |                                         |                                         |                                         |                                         |                                         |                                         |                                         |                                         |                                         |                                         |                                                                              |

## Albumy koncertowe
| Rok  | Album | najwyższa pozycja na liście rankingowej | najwyższa pozycja na liście rankingowej | najwyższa pozycja na liście rankingowej | najwyższa pozycja na liście rankingowej | wyróżnienia          |
| Rok  | Album | US                                      | UK                                      | FRA                                     | NZ                                      | wyróżnienia          |
| ---- | --- | --------------------------------------- | --------------------------------------- | --------------------------------------- | --------------------------------------- | -------------------- |
| 1998 | Live & Rare - Data wydania: 30 czerwca 1998 - Wytwórnia: Sony Japan (SRCS 8361) - Format: CD                          | –                                       | –                                       | –                                       | –                                       |                      |
| 2003 | Live at the Grand Olympic Auditorium - Data wydania: 25 listopada 2003 - Wytwórnia: Epic (EK 85114) - Formaty: CD, LP | 94                                      | 151                                     | 101                                     | 34                                      | AUS: platynowa płyta |

## Kompilacje
| Rok  | Album |
| ---- | --- |
| 2010 | The Collection - Data wydania: maj 2010 (Europa); 29 czerwca 2010 (USA) - Wytwórnia: Sony Music (SMI 88697) - Format: Box set 5-CD - Zawiera utwory z albumów: Rage Against the Machine Evil Empire The Battle of Los Angeles Renegades Live at the Grand Olympic Auditorium |

## Dema
| Rok  | Album |
| ---- | --- |
| 1991 | Rage Against the Machine - Data wydania: grudzień 1991 - Wytwórnia: Atlantic Records - Format: 12-track tape |

## Single
| Rok  | Singel                        | najwyższa pozycja na liście rankingowej | najwyższa pozycja na liście rankingowej | najwyższa pozycja na liście rankingowej | najwyższa pozycja na liście rankingowej | najwyższa pozycja na liście rankingowej | najwyższa pozycja na liście rankingowej | najwyższa pozycja na liście rankingowej | najwyższa pozycja na liście rankingowej | najwyższa pozycja na liście rankingowej | najwyższa pozycja na liście rankingowej | najwyższa pozycja na liście rankingowej | Album                     |
| Rok  | Singel                        | US                                      | US Main.                                | US Mod.                                 | AUS                                     | FRA                                     | NLD                                     | NZ                                      | NOR                                     | SWE                                     | UK                                      | IRE                                     | Album                     |
| ---- | ----------------------------- | --------------------------------------- | --------------------------------------- | --------------------------------------- | --------------------------------------- | --------------------------------------- | --------------------------------------- | --------------------------------------- | --------------------------------------- | --------------------------------------- | --------------------------------------- | --------------------------------------- | ------------------------- |
| 1992 | "Killing in the Name"[A]      | –                                       | –                                       | –                                       | 7                                       | –                                       | 13                                      | 8                                       | –                                       | –                                       | 1                                       | 2                                       | Rage Against the Machine  |
| 1993 | "Bullet in the Head"          | –                                       | –                                       | –                                       | –                                       | –                                       | 47                                      | 19                                      | –                                       | –                                       | 16                                      | 28                                      | Rage Against the Machine  |
| 1993 | "Bombtrack"                   | –                                       | –                                       | –                                       | –                                       | –                                       | 8                                       | 11                                      | –                                       | –                                       | 37                                      | –                                       | Rage Against the Machine  |
| 1994 | "Freedom"                     | –                                       | –                                       | –                                       | –                                       | –                                       | –                                       | 17                                      | –                                       | –                                       | –                                       | –                                       | Rage Against the Machine  |
| 1994 | "Year of tha Boomerang"       | –                                       | –                                       | –                                       | –                                       | –                                       | –                                       | –                                       | –                                       | –                                       | –                                       | –                                       | Studenci                  |
| 1996 | "Bulls on Parade"             | 62                                      | 36                                      | 11                                      | 29                                      | 27                                      | 46                                      | 22                                      | 4                                       | 9                                       | 8                                       | 26                                      | Evil Empire               |
| 1996 | "People of the Sun"           | –                                       | –                                       | –                                       | –                                       | –                                       | –                                       | –                                       | –                                       | –                                       | 26                                      | –                                       | Evil Empire               |
| 1996 | "Down Rodeo"                  | –                                       | –                                       | –                                       | –                                       | –                                       | –                                       | –                                       | –                                       | –                                       | –                                       | –                                       | Evil Empire               |
| 1997 | "Vietnow"                     | –                                       | –                                       | –                                       | –                                       | –                                       | –                                       | –                                       | –                                       | –                                       | –                                       | –                                       | Evil Empire               |
| 1998 | "The Ghost of Tom Joad"       | –                                       | 35                                      | 34                                      | –                                       | –                                       | –                                       | –                                       | –                                       | –                                       | –                                       | –                                       | Non-album single          |
| 1998 | "No Shelter"                  | –                                       | 30                                      | 33                                      | –                                       | –                                       | –                                       | –                                       | –                                       | –                                       | –                                       | –                                       | Godzilla                  |
| 1999 | "Guerrilla Radio"             | 69                                      | 11                                      | 6                                       | –                                       | –                                       | –                                       | –                                       | 17                                      | 42                                      | 32                                      | –                                       | The Battle of Los Angeles |
| 2000 | "Sleep Now in the Fire"       | 112                                     | 16                                      | 8                                       | –                                       | –                                       | –                                       | –                                       | –                                       | –                                       | 43                                      | –                                       | The Battle of Los Angeles |
| 2000 | "Testify"                     | –                                       | 22                                      | 16                                      | –                                       | –                                       | –                                       | –                                       | –                                       | –                                       | –                                       | –                                       | The Battle of Los Angeles |
| 2000 | "Calm Like a Bomb"            | –                                       | –                                       | –                                       | –                                       | –                                       | –                                       | –                                       | –                                       | –                                       | –                                       | –                                       | The Battle of Los Angeles |
| 2000 | "Renegades of Funk"           | 109                                     | 19                                      | 9                                       | –                                       | –                                       | –                                       | –                                       | –                                       | –                                       | –                                       | –                                       | Renegades                 |
| 2001 | "How I Could Just Kill a Man" | –                                       | 39                                      | 37                                      | –                                       | –                                       | –                                       | –                                       | –                                       | –                                       | –                                       | –                                       | Renegades                 |

Uwagi
- ^A Pozycje w Wielkiej Brytanii i Irlandii pochodzą z 2009 roku, gdy przeprowadzono kampanię na Facebooku. Wcześniej singel zajął 25. w Wielkiej Brytanii i nie trafił na listy w Irlandii.

## DVD
| Rok  | Wideo | najwyższa pozycja na liście rankingowej | Wyróżnienia                             |
| ---- | --- | --------------------------------------- | --------------------------------------- |
| 1997 | Rage Against the Machine - Data wydania: 25 listopada 1997 - Wytwórnia: Epic (EVD 50160) - Format: DVD, VHS     | - 2. na Billboard Top Music Video chart | US: 2× platynowa płyta                  |
| 2001 | The Battle of Mexico City - Data wydania: 20 lutego 2001 - Wytwórnia: Epic (EVD 50213) - Format: DVD, VHS       | - 4. na Billboard Top Music Video chart | US: złota płyta AUS: 2× platynowa płyta |
| 2003 | Live at the Grand Olympic Auditorium - Data wydania: 9 grudnia 2003 - Wytwórnia: Epic (EVD 56012) - Format: DVD | - 7 na Billboard Top Music Video chart  | US: złota płyta AUS: 3× platynowa płyta |

## Teledyski
| Rok  | Tytuł                         | Reżyser                      |
| ---- | ----------------------------- | ---------------------------- |
| 1992 | "Killing in the Name"         | Peter Gideon                 |
| 1993 | "Bullet in the Head"          | BBC Worldwide Americas, Inc. |
| 1993 | "Bombtrack"                   | Peter Christopherson         |
| 1993 | "Freedom"                     | Peter Christopherson         |
| 1996 | "Bulls on Parade"             | Peter Christopherson         |
| 1996 | "People of the Sun"           | Peter Christopherson         |
| 1997 | "The Ghost of Tom Joad"       | Heather Perry                |
| 1998 | "No Shelter"                  | Gavin Bowden                 |
| 1999 | "Guerrilla Radio"             | Honey                        |
| 2000 | "Sleep Now in the Fire"       | Michael Moore                |
| 2000 | "Testify"                     | Michael Moore                |
| 2000 | "Renegades of Funk"           | Steven Murashige             |
| 2003 | "How I Could Just Kill a Man" | Harri Kristin                |